# Brotherhood of Death
Brotherhood of Death é un film statunitense del 1976 diretto da Bill Berry.

## Trama
Un gruppo di uomini di colore Raymond Moffat, Ned Tiese e Junior Moffat si arruolano nell'esercito per andare in Vietnam e guadagnare soldi per la droga ma si scontrano con una setta il Ku Klux Klan.